# Luis Mercader Escolano
Luis Mercader Escolano, O.Cart., (Murviedro, Valencia, 1444 - Buñol, 9 de junio de 1516) fue un religioso cartujo, inquisidor general en Aragón.

## Biografía
Nombrado inquisidor por el Papa León X en 1513, ostentó este cargo y el de Obispo de Tortosa desde el 20 de mayo hasta su muerte. Este nombramiento se debe a 

por ser hombre generoso, e de buenas letras, e conciencia, e por ser theólogo

Apenas se conocen hechos de sus actuaciones, salvo que su cargo como inquisidor fue más de tipo judicial que religioso, y que, para no alterar su conciencia, delegó en su canonista Hernando de Montemayor.